# Список серий телесериала «Клава, давай!»
«Клава, давай!» (англ. Less Than Perfect) — американский ситком, выходивший в период с 2002 по 2006 года и рассказывающей о карьере молодой девушки Клаудии Кейси, которую все зовут «Клава», в телевизионной компании «GNB». Шоу было закрыто каналом «ABC» в разгар четвёртого сезона, и все не вышедшие в эфир эпизоды 2006 года транслировались на канале «Lifetime» летом 2009 года. Закупленные другими странами все эпизоды четвёртого сезона вышли в эфир раньше, чем это произошло в США.
Всего было снято 4 сезона, состоящих из 81 эпизода.

## Обзор сезонов
| Сезон | Сезон | Эпизоды | Оригинальная дата показа | Оригинальная дата показа |
| Сезон | Сезон | Эпизоды | Премьера сезона          | Финал сезона             |
| ----- | ----- | ------- | ------------------------ | ------------------------ |
|       | 1     | 22      | 1 октября 2002           | 20 мая 2003              |
|       | 2     | 24      | 23 сентября 2003         | 18 мая 2004              |
|       | 3     | 22      | 24 сентября 2004         | 15 апреля 2005           |
|       | 4     | 13      | 18 апреля 2006           | 24 июня 2006             |

## Эпизоды

### Сезон 1 (2002—2003)
| № общий | № в сезоне | Название                                                    | Режиссёр  | Автор сценария               | Дата премьеры   |
| --- | ---------- | ----------------------------------------------------------- | --------- | ---------------------------- | --------------- |
| 1 | 1          | «Пилотный эпизод / Pilot»                                   | Тэдд Уосс | Терри Мински                 | 1 октября 2002  |
| Клаудиа, сотрудник на замену, получает временное назначение ассистентом ведущего программы новостей на престижный 22-этаж. Она в восторге — ведь там работают редакторы, продюсеры и другие важные люди, но Оуэн и Рамона рассказывают ей о жутких нравах, царящих там. Клаудиа находит общий язык со своим новым боссом и, несмотря на козни Кипа и Лидии, которая сама рассчитывала на это место, Уилл оставляет Клаву своим постоянным сотрудником. Вечером друзья Клавы, весь 4-й этаж, собирается на вечеринке у Клавы на 22-м — война с Кипом и Лидией продолжается. |            |                                                             |           |                              |                 |
| 2 | 2          | «Мороженое с Лидией / Ice Cream With Lydia»                 | Тэдд Уосс | Кристин Зандер               | 8 октября 2002  |
| Клаудиа понимает что без ума от Уилла Батлера и несмотря на предостережения Рамоны соглашается поужинать с Уиллом, когда тот приглашает её и даёт понять, что ужин не связан с работой. Тем временем Лидия жалуется, что Уилл Батлер не проявляет к ней внимания при том что некогда раньше они провели вместе ночь. Когда Клава в вечернем платье приходит в ресторан, она узнаёт, что Уилл просто не любит ужинать один, после чего он убегает по делам, оставив её одну. Клаудиа чувствует, что ничего не значит для Уилла, о чём жалуется Лидии, после чего они вместе едят мороженое и плачутся друг другу на хладнокровие Уилла Батлера так толком и не поняв ситуацию друг друга. Затем к ним приходит Рамона и всё выясняет. Уилл Батлер извиняется перед Клаудией за былую скороспешность и приглашает её на дружеский ужин ещё раз. |            |                                                             |           |                              |                 |
| 3 | 3          | «Клаудия — Лжец / Claude The Liar»                          | Тэдд Уосс | Джей. Джей. Волл             | 15 октября 2002 |
| Кип учит Клаудию врать, чтобы она смогла помогать Уиллу Батлеру избегать неприятных встреч. Клаудия быстро овладевает искусством обмана и не замечает, как начинает врать друзьям, но когда понимает, что произошло, её начинает мучить совесть. Она признается во всем Уиллу, а потом и Рамоне. Тем временем на Конференции Корпоративных Коммуникаций решают провести мероприятия по сплочению коллектива. Клава предлагает идею найти каждому партнера с другого этажа. Оуэн попадает в пару с Лидией, а Кип с Рамоной. |            |                                                             |           |                              |                 |
| 4 | 4          | «Королева Английская / Queen Of England»                    | Тэдд Уосс | Джастин Адлер                | 22 октября 2002 |
| Клава продолжает получать от Уилла небольшие подарки в качестве поздравления с должностью. Среди подарков оказывается сумка от Прада, о которой грезила Лидия. Но Клава отказывается от сумки и дарит её Рамоне на глазах у Лидии. Лидия решается на отчаянный поступок и крадет сумку, заменив её на подделку, пытаясь спасти сумку от обновлений Рамоны (блестки и мех). В конце концов, Лидия не выдерживает и признается Рамоне. Рамона признает, что чтобы вернуть сумку Лидии потребовалось мужество, поэтому она дарит настоящую сумку Лидии, но с некоторыми своими доработками. Кип говорит Клаудии, что Уилл недоволен тем, что её друзья постоянно торчат у неё в офисе. Клаудия замечает недовольный взгляд Уилла в сторону её друзей. Из-за этого она ссорится с друзьями, но снова мирятся, когда парень, который не менял штаны более 28 дней приходит в свежих брюках. |            |                                                             |           |                              |                 |
| 5 | 5          | «Отпуск / The Vacation»                                     | Тэдд Уосс | Том Хёртц                    | 29 октября 2002 |
| Клаудиа допоздна задерживается на работе и ей полагается отпуск и, несмотря на её протесты, Уилл отправляет её отдохнуть. На замену Клаудии приходит новый сотрудник, Люк, который быстро завоёвывает популярность у остальных коллег и шефа. Клаудиа боится потерять место, она не в состоянии уехать на отдых, ей приходится обманывать друзей и тайком пробираться на работу. Между тем, Лидия заводит с Люком роман, а Кип, издеваясь над Клаудией, рассказывает ей о выдуманных им достоинствах Люка — Гарвард, связи в Пентагоне… Это приводит Клаудиу в ужас, она приходит к Уиллу и в разговоре передаёт ему слова Кипа. Друзья тоже не могут её обнадёжить. Однако всё поворачивается иначе: Клаудиа остаётся на своём месте, Уилл, впечатлённый мнимыми достоинствами Люка помогает ему получить место ассистента продюсера, на которое очень рассчитывал Кип. |            |                                                             |           |                              |                 |
| 6 | 6          | «Шест о двух концах / The Pole»                             | Тэдд Уосс | Синтия Гринбёрг              | 5 ноября 2002   |
| У Кипа крадут пропуск в здание, а Лидия перехватывает у Клаудии задание Уилла. Рамона убеждает Клаудиу в том, что у неё низкая самооценка и приглашает её в спортзал, оказавшийся на деле курсами стриптиза; Клаудиа танцует у шеста и проявляет недюжинные способности. Кип конфликтует с сотрудником, который должен сделать ему фотографию на пропуск и просит Оуэна помочь ему. Окрылённая Клаудиа в баре начинает знакомиться с мужчинами и внезапно встречает Лидию, между ними разгорается соперничество. Перфекционист Оуэн проводит мучительную фото-сессию с Кипом и всё же остаётся недоволен результатом. |            |                                                             |           |                              |                 |
| 7 | 7          | «Шок от будущего / Future Shock»                            | Тэдд Уосс | Майк Диффенбах               | 12 ноября 2002  |
| Клава знакомится с Роз — ассистентом главы компании и вдруг понимает, что через 30 лет может превратиться эту страшную запущенную женщину. Испугавшись, Клаудиа старается найти себе хобби. Кип покупает костюм от Армани за полторы тысячи. Кредит его карты исчерпан и он берет сотню в долг у Оуэна, но в залог оставляет свой костюм. Оуэн считает, что купил этот костюм за сотню… |            |                                                             |           |                              |                 |
| 8 | 8          | «Знакомство с родителями / Meet The Folks»                  | Тэдд Уосс | Терри Мински                 | 19 ноября 2002  |
| В город приезжают родители Клаудии, чтобы познакомиться с Уиллом и посмотреть, как устроилась их дочь. Клава приглашает на ужин с родителями Оуэна и Рамону, а родители Клавы приглашают Уилла, но, как выясняется позже, он не может пойти хотя соглашается оплатить ужин. Клава не может сказать об этом родителям, но когда решается приходит Уилл. Кип и Лидия подали заявки на поездку в Италию на интервью с Папой Римским. К Кипу приходит Пенни — студентка-журналистка. Она считает Кипа продюсером и открыто восхищается им. Кип собирается пригласить Пенни на свидание, но она отказывается, потому что ей предложили должность заместителя продюсера и ей теперь совсем не до личной жизни. |            |                                                             |           |                              |                 |
| 9 | 9          | «Клаудиа разбивает сердца / Claude — The Heartbreake»       | Тэдд Уосс | Кристин Зандер               | 26 ноября 2002  |
| Клаудиа идет на свидание с Чарли-из-транспортного. На следующий день к Уиллу приезжает его крестный сын — Оливер. Уилл просит Клаву показать Оливеру город, а затем и сопроводить в оперу, что превращается в свидание. Таким образом Клава встречается сразу с двумя мужчинами. Какое-то время ей это даже нравится. Вскоре Уилл ненамеренно выдает Чарли отношения Клавы и Оливера. Чарли бросает Клаудию, потому что не может встречаться с девушкой, которая уже с кем-то встречается. Клава понимает, что ей не нужен Оливер и что ей нравится Чарли. Рамона и Лидия дают советы, как бросить Оливера. Клава по-дружески расстается с Оливером, а с Чарли они решают начать все сначала. Кип пытается привлечь к себе внимание главы компании развлекая его сына в детском саду при компании, но в итоге Кип становится всего лишь воскресной нянькой. |            |                                                             |           |                              |                 |
| 10 | 10         | «Однажды на корпоративе / One Office Party Too Many»        | Тэдд Уосс | Синтия Гринбёрг              | 10 декабря 2002 |
| Корпоративная рождественская вечеринка. Кип пытается получить повышение, отчаянно приставая к каждому, кто может ему помочь. Лидия хочет встретить кого-то, кто смог бы обеспечить её безбедное существование в дальнейшем, но начиная с входа в зал, где её затмила Рамона и заканчивая позорным побегом с вечеринки под песенку Рамоны с её друзьями о том, что «Лидия рано уходит», её преследуют неудачи. Оуэн не может общаться с людьми, потому что никто не хочет говорить о том, что ему интересно (например, о его теле). Клаудия не может расслабиться, потому что чувствует себя на работе, а когда Уилл помогает ей немного раскрепоститься, Клава вдруг начинает неловкий разговор. После этого разговора, девушка думает, что Уилл считает, что она влюблена в него, поэтому Клава пытается улучить минуту, чтобы убедить Уилла в обратном. К концу вечеринки Лидия и Оуэн целуются, Клаудия говорит Уиллу, что была влюблена в него, а Кип заявляет, что уходит. Но как ни странно, на следующий день Клава находит Кипа на своем месте и узнает негласное правило «Все, что было на корпоративной вечеринке, остается на вечеринке». Клава вновь встречает скромного парня с вечеринки — Чарли-из транспортного, который весь прошлый вечер потратил на то, чтобы заговорить с ней. |            |                                                             |           |                              |                 |
| 11 | 11         | «Клаудия Кейси представляет / A Claude Casey In Production» | Тэдд Уосс | Ф. Джей. Пратт и Дэн Коэн    | 17 декабря 2002 |
| Клаудиа случайно застаёт Кипа в операторской, где тот изображает ведущего новостей, это место — его несбыточная мечта. Пытаясь наладить с ним отношения, Клаудиа делает ему комплимент и соглашается помочь ему снять демо-кассету, результат получается удручающим. Лидия тщетно пытается напомнить Уиллу о годовщине своей интимной встречи с ним, она расстроена и Оуэн помогает ей вновь обрести в себе уверенность. Кип, несмотря на предостережения Клавы пытается показать кассету остальным сотрудником, но Клаудиа срывает показ. Кип остаётся в уверенности, что она сделала это из мести. |            |                                                             |           |                              |                 |
| 12 | 12         | «У Клаудии есть секрет / Claude’s Got A Secret»             | Тэдд Уосс | Терри Мински и Клаудия Лоноу | 7 января 2003   |
| Оказывается, у Клаудии и «Чарли-из-транспортного» служебный роман, который они скрывают от всех сослуживцев, включая Оуэна и Рамону. Последние, догадываясь о происходящем, проявляют к влюблённым навязчивый интерес и вынуждают их открыться. Рассказанная им под большим секретом тайна моментально становится всеобщим достоянием. Лидия находит себе наставницу — высокопоставленную сотрудницу GNB, которая должна помочь ей сделать карьеру. Кип следуя её примеру просит Уилла стать его наставником, а Лидия тем временем уже подумывает как бы избавиться от своей. Клаудиа и Чарли, доведённые до белого каления повышенным вниманием окружающих, придумывают способ как всё вернуть назад — они понарошку ссорятся, разумеется, в присутствии Рамоны и Оуэна. |            |                                                             |           |                              |                 |
| 13 | 13         | «Телефон / Telephone»                                       | Тэдд Уосс | Джастин Адлер                | 21 января 2003  |
| Кип на совещании крадёт у Клаудии идею сюжета для передачи. Уилл на выходные уезжает из города и просит Клаудию присмотреть за его квартирой, разрешив пригласить туда друзей. В шикарной квартире Лидия обнаруживает свой подарок Уиллу на дне аквариума, а Кип телефонный номер своей матери на автоответчике Уилла среди номеров его пассий. Кип тяжело переживает это — оказывается, что все его успехи в жизни наступали только после того как его мать встречалась с тем, от кого это зависело. Рамона помогает Лидии пережить разочарование, а Клаудиа помогает Кипу и Уиллу объясниться друг с другом и Кип в благодарность к ней признаётся Уиллу в том что идея сюжета для передачи принадлежит Клаудии. |            |                                                             |           |                              |                 |
| 14 | 14         | «Высокое напряжение / High Maintenance»                     | Тэдд Уосс | Дэвид Блум и Стэйси Крамер   | 4 февраля 2003  |
| Клава знакомится с новой девушкой Уилла Дэнни. Клава сначала считает её очень милой. Пользуясь хорошим расположением Дэнни использует Клаудию для выполнения своих личных дел. Клаудия понимает, что Дэнни «бесчувственная, богатая, тощая и только притворяется другом», но не может сказать об этом Уиллу. Когда она наконец решается все высказать, возникает острая ситуация, в результате которой Денни ставит ультиматум — она или Клаудия. Уилл отказывается делать выбор, и Дэнни уходит. У Уилла начинается депрессия, и Клава решает вернуть Дэнни даже если придется выполнять её поручения. Тем более она надеется, что Дэнни, как и остальные девушки Уилла надолго не задержится, но случается непредсказуемое — Уилл делает Дэнни предложение. Тем временем Лидия и Кип пытаются попасть в VIP-комнату «Бара у Нины». С трудом они преодолевают вход в сам бар и с удивлением для себя обнаруживают там Рамону и Оуэна, которые являются хорошими друзьями владелицы бара — Нины. С помощью поцелуя Лидия уговаривает Оуэна взять их с собой в VIP-комнату, но к большому разочарованию она оказывается не больше, чем темной комнатой с шкафом и двумя странными людьми, а Рамона и Оуэн продолжают свой путь в Супер-VIP-комнату.                                                  |            |                                                             |           |                              |                 |
| 15 | 15         | «День Святого Валентина / Valentine’s Day»                  | Тэдд Уосс | Том Хёртц                    | 11 февраля 2003 |
| Поставщик канцтоваров Оуэна умирает. На его смену приходит симпатичная молодая девушка Дирдре. Они с Оуэном сразу находят общий язык и отправляются пообедать в столовую. Клаудиа и Рамона рады за друга, но только до тех пор, пока они не узнают, что Дирдре собирается проверить сперму Оуэна. Рамона и Клаудия узнают, что Дирдре хочет просто забеременеть и исчезнуть. Рамона и Клава решают предупредить об этом Оуэна, чтоб он не последовал по стопам своего отца. День святого Валентина, но не у всех праздничное настроение. Кип ненавидит этот День, а Лидия грустит из-за того, что никто кроме Клавы ей ничего не подарил. Лидия завидует Клаве, потому что её Чарли прислал ей дюжину роз. А потом тайный поклонник присылает ей две дюжины роз и она пытается выяснить, кто это. Клаудия узнает, что это Кип решил порадовать Лидию. Уилл случайно слышит неприличный разговор по телефону Клавы и её парня. Клава чувствует неловкость, но Уилл успокаивает её. |            |                                                             |           |                              |                 |
| 16 | 16         | «Разрыв / Breaking Up»                                      | Тэдд Уосс | Синтия Гринбёрг              | 18 февраля 2003 |
| Клава рассказывает Оуэну и Рамоне, что рассталась с Чарли, но в этом нет проблем. Уилл просит развлечь его невесту Дэнни, пока он сосредоточится на написании книги. Еип становится помощником Уилла — он должен печатать то, что будет диктовать ему Уилл, но за три часа дело не продвинулось ни на строчку. Дэнни ведет Клаудию в свадебный салон. Клава не выдерживает и запирается в кладовке, чтобы оплакать свой разрыв. Рамона с Лидией забирают оттуда Клаву и Дэнни и едут к Клаве, чтобы очистить её дом от всего, что напоминает о Чарли, и воодушевить подругу. Приехавший Оуэн сообщает, что Чарли уже с кем-то встречается, что еще больше расстроило Клаудию. За это девушки выгнали Оуэна, но его радушно принял сосед Клавы — Карл. Вдвоем они пытаются проникнуть на девчачью вечеринку в пижамах. В конце концов, Клава понимает, что Чарли просто не был её второй половинкой, и радуется, что не успела выйти за него замуж. Дэнни понимает, что Уилл тоже не её половинка, и рвет с ним помолвку. Клава применяет к Уиллу те же терапевтические методы, которыми лечили её. |            |                                                             |           |                              |                 |
| 17 | 17         | «Идеальная вечеринка / Picture Perfect Party»               | Тэдд Уосс | Дэн Коэн и Ф. Джей. Пратт    | 11 марта 2003   |
| Клаудия собирается отпраздновать своё двухлетнее пребывание в Нью-Йорке, устроив коктейльную вечеринку. Она решает пригласить Уилла, не особо надеясь, что он придет. Но PR-менеджер Уилла считает, что ему нужно быть ближе к людям и сходить на простую бруклинскую вечеринку, поэтому Уилл принимает приглашение. Клава хочет, чтобы все прошло идеально и просит помочь Лидию. Вечеринка проходит хорошо до тех пор, пока не приходит Уилл одетый в джинсы и рубашку вместо дорогого костюма. Некоторое время фотограф и pr-менеджер носятся вокруг него, пытаясь показать насколько все обычно, что еще больше портит вечеринку. Клава расстраивается, но Рамона показывает, что хотя вечеринка и вышла из-под контроля, она стала еще лучше. |            |                                                             |           |                              |                 |
| 18 | 18         | «Новый парень / The New Guy»                                | Тэдд Уосс | Том Хёртц                    | 18 марта 2003   |
| Контракт Уилла подходит к концу и напряжение растет, когда переговоры заходят в тупик, а в компании появляется новый претендент на место ведущего — Колин Хантер. Поначалу Лидия и Кип пытаются подлизаться к нему, но вскоре все понимают, что он просто придурок, который не выносит, когда кто-то жуёт жвачку. Тогда у Клаудии появляется гениальный план, чтобы поставить Хантера в неудобное положение перед начальством. Несмотря на то, что план пошел несколько иначе, чем Клава предполагала, все прошло как нельзя хорошо. Уилл подписал новый контракт, но позже сообщил Клаудии, что подписал его еще до того, как Клава с друзьями исполнила задуманное. |            |                                                             |           |                              |                 |
| 19 | 19         | «Ох, папа! / Oh, Papa»                                      | Тэдд Уосс | Том Хёртц                    | 29 апреля 2003  |
| Дирдре возвращается в компанию с новым каталогом канцтоваров, а заодно, чтобы сказать Оуэну, что беременна. Но несмотря на все заверения Оуэна, Клавы и Рамоны, не хочет, чтобы Оуэн проявлял себя в качестве отца. Клава уговаривает Рамону найти биологического отца Оуэна. Когда им это удается и Оуэн разговаривает с отцом, он чувствует себя намного уверенней и добивается того, что Дирдре соглашается, чтобы Оуэн участвовал в жизни ребенка. Кип пытается найти себе фишку, стать «парнем с велосипедом», но группа подростков нападает на него и крадет велосипед, после чего его начинают узнавать, как «жертву нападения». Уилл страдает от того, что папарацци начали обращать внимание на его возраст и он решает омолодиться. Для этого он просит помощи у Лидии. После долгих и болезненных процедур Уилл предстает перед папарацци омоложённым, а вот Лидия попадает в кадр, как «неизвестная прожорная спутница». |            |                                                             |           |                              |                 |
| 20 | 20         | «Маленькая любовь для Лидии / Little Love For Lydia»        | Тэдд Уосс | Джей. Джей. Волл             | 6 мая 2003      |
| К Клаудии приезжает её брат Бобби. Он случайно сталкивается в столовой с Лидией и приглашает её на ужин, и вот Лидия уже без ума от него. Она говорит всем комплименты и ведет себя совершенно иначе. Клаудия рассказывает об этом Бобби, после чего Бобби решает не ходить на свидание. Клаудия сообщает об этом Лидии и та сильно расстраивается. Клава отчитывает своего брата за то, что он струсил. Бобби приходит в компанию и пытается исправить отношения с Лидией. У Оуэна берут интервью для внутреннего журнала компании, чтобы не показаться слишком скучным он врет о том, что дружит с Уиллом и даже обыграл его в шахматы. Уилл приходит к Оуэну, чтобы доказать, что его нельзя обыграть, но Оуэн обыгрывает его раз за разом. Лишь спустя 48 часов, Уилл Батлер все-таки произносит: «Шах и мат». Но только теперь он сомневается, что Оуэн не поддавался. |            |                                                             |           |                              |                 |
| 21 | 21         | «Спасти белок! / Save The Squirrel, But Bet The Over/Under» | Тэдд Уосс | Джей. Джей. Волл             | 13 мая 2003     |
| Уилла Батлера приглашают вести благотворительный вечер, но единственное, что его беспокоит — белки, поэтому и вечер посвящён раненым городским белкам. Но эта тема не сильно интересует общественность. Клава не может продать ни одного столика, пока Оуэн не покупает один за 5 тысяч, которые выиграл, делая ставки. Но когда Оуэн проигрывает крупную сумму, он хочет вернуть деньги назад. Клава не может вернуть деньги, поэтому они с Рамоной идут разобраться с букмекером Буки и предлагают вместо 5 тысяч билет на благотворительный ужин. Оказавшись на вечере, Клава с удивлением обнаруживает, что зал полон гостей. Оказывается, дядя этого букмекера надышаться не может на этих белочек, а все остальные гости просто ужасно боятся этого дядю Никки. Так что предприимчивый Буки выкупил все столики за 5 тысяч и перепродал за 10. Благодаря этой идее он обогатился, а с Оуэна сняли долг. Кип и Лидия начали приворовывать подарки, которые производители присылали для Уилла, но потом им пришла другая мысль: заказывать для Уилла то, что им нужно и просто забирать себе. |            |                                                             |           |                              |                 |
| 22 | 22         | «Зонт / The Umbrella»                                       | Тэдд Уосс | Джастин Адлер                | 20 мая 2003     |
| Начальник Кипа наконец решил сдержать обещание и повысить его, но в назначенный день его увольняют и на место продюсера приходит Тэд Эллиот, сделавший успешными не одно шоу. Клаудия, не зная кто он, ругается с ним из-за того, что Эллиот украл её зонт, но когда Уилл знакомит их, она смягчается. Офис GNB превращается из уютного места работы в профессиональный, где нет места празднику, даже если это день рождения Рамоны, а Кипу приходится проходить собеседование на свою же должность вместе с Лидией. Уилл, желая стать номером один вынужден слушаться Тэда и просит Клаудию слушаться Тэда. Когда терпению Клавы приходит конец она высказывает все Эллиоту, а тот предлагает ей перспективную работу. |            |                                                             |           |                              |                 |

### Сезон 2 (2003—2004)
| № общий | № в сезоне | Название                                                                | Режиссёр        | Автор сценария                 | Дата премьеры    |
| --- | ---------- | ----------------------------------------------------------------------- | --------------- | ------------------------------ | ---------------- |
| 23 | 1          | «Трудный выбор / Choices»                                               | Тэдд Уосс       | Джастин Адлер                  | 23 сентября 2003 |
| Когда Клава принимает предложение мистера Элиотта, Кипп занимает её место. Вскоре девушка понимает, что новая работа не сахар, и что она ужасно скучает по должности ассистента Батлера. Рамона и Оуэн спорят из-за того, какую программу питания выбрать в их кафетерии. |            |                                                                         |                 |                                |                  |
| 24 | 2          | «Из офиса Уилла Батлера / From The Office Of Will Butler»               | Тэдд Уосс       | Роб ЛяЗебник                   | 30 сентября 2003 |
| Когда Карл теряет работу, он просит Клаву помочь ей найти работу в «GNB». Воспользовавшись новым именным бланком для подачи заявления на соискание на должность для Карла, Клава неожиданно осознаёт, какими возможностями обладает, представляясь ассистентом Уилла — Карла без лишних вопросов назначают менеджером кафетерия. Перед Киппом встаёт сложный вопрос — как далеко он может зайти ради карьеры, когда Уилл предлагает ему сопровождать на светских раутах очень пожилую, но невероятно даму.                                                                               |            |                                                                         |                 |                                |                  |
| 25 | 3          | «Займёмся грабежом? / It Takes A Pillage»                               | Тэдд Уосс       | Джей. Джей. Волл               | 7 октября 2003   |
| Когда квартиру Клавы грабят, Оуэн и Рамона переезжают к ней жить, а в доме начинается дежурство и патрулирование Карлом. Между тем, Лидия пытается флиртовать с Джебом, не понимая, что его странное поведение — ответный флирт. |            |                                                                         |                 |                                |                  |
| 26 | 4          | «Вечер в Нью-Йорке / New York Evening»                                  | Тэдд Уосс       | Синтия Гринбёрг                | 14 октября 2003  |
| Клава с друзьями решает пойти на светский приём журнала «Vogue», но их планам не суждено сбыться. Кипп составляет список качеств своей идеальной партнёрши, который находит Джеб, уверенный, что список принадлежит Лидии. |            |                                                                         |                 |                                |                  |
| 27 | 5          | «Шампунь / Shampoo»                                                     | Тэдд Уосс       | Терри Мински                   | 21 октября 2003  |
| Клава назначает свидание бывшему однокласснику, который, как она уверена, стал полным неудачником. Однако она вскоре узнаёт, что всё обстоит как раз наоборот. Кипп и Лидия начинают войну за бутылочку потрясающего и дорогого шампуня, стоящего в офисе Уилла. |            |                                                                         |                 |                                |                  |
| 28 | 6          | «Правила знакомств / Rules»                                             | Тэдд Уосс       | Джастин Адлер                  | 28 октября 2003  |
| Познакомившись в лифте с милым молодым человеком, Клава решает опробовать правила первых свиданий и откладывает звонок юноше на 48 часов. Однако когда время приходит, она понимает, что потеряла его номер телефона. Кипп и Лидия хотят угостить руководство канала эксклюзивным сыром, но есть одна проблема - неправильная порция сыра может стать летальной. Тогда карьеристы решают сначала сами попробовать сыр, раскрывая перед друг другом страшные тайны. |            |                                                                         |                 |                                |                  |
| 29 | 7          | «Всё о Клаве / All About Claude»                                        | Тэдд Уосс       | Чак Тасэм                      | 4 ноября 2003    |
| В компанию возвращается Вики Дэворски — единственная женщина сумевшая увести мужчину у Рамоны. Рамона настолько боится повторения случившегося, что не понимает, что теперь Вики хочет отобрать у неё подругу. Карл и Оуэн узнают, что об обожают «кошачьи драки», а Кипп начинает готовить празднование Дня Рождения Лидии. |            |                                                                         |                 |                                |                  |
| 30 | 8          | «Соседушки / Roomies»                                                   | Тэдд Уосс       | Синтия Гринбёрг                | 18 ноября 2003   |
| Лидия и Клава отправляются в Вашингтон, где Клава узнаёт секрет о прошлом Лидии. Кипп решает сам поехать в столицу несмотря на то, что руководство отказалось брать его с собой. Оуэн начинает больше времени проводить с Карлом, что выводит из себя Рамону. |            |                                                                         |                 |                                |                  |
| 31 | 9          | «Необычный День Благодарения Клавы / Claude's Alternative Thanksgiving» | Тэдд Уосс       | Кристин Зандер                 | 25 ноября 2003   |
| Клава устраивает первый ужин по случаю Дня благодарения, куда приезжают мамы Оуэна, уверенные, что их сын и Карл — «голубая» пара. Кипп и Лидия тоже получают приглашение на вечеринку, но к Уиллу и разном статусе. |            |                                                                         |                 |                                |                  |
| 32 | 10         | «Девушка по соседству / The Girl Next Door»                             | Тэдд Уосс       | Кладуия Лоноу                  | 2 декабря 2003   |
| Карл приглашает Клаву на ужин, заставляя девушку задуматься о его мотивах. Узнав, что задолжала кредиторам, Лидия обращается за помощью к Рамоне, несмотря на все протесты Киппа. |            |                                                                         |                 |                                |                  |
| 33 | 11         | «Клава-убивала / Claude The Terminator»                                 | Тэдд Уосс       | Ф. Джей. Пратт и Дэн Коэн      | 9 декабря 2003   |
| Когда Уилл даёт указание Клаве уволить его дизайнера, Рамона берёт дело в свои руки, задвигая Клаву на второй план. Оуэн рассказывает Карлу, что в своих мечтах он представляет Лидию своей возлюбленной. Об этом узнаёт Кипп и тут же делится новостью с Лидией, которая оказывается весьма заинтригованной сим фактом. |            |                                                                         |                 |                                |                  |
| 34 | 12         | «Санта-Клава / Santa Claude»                                            | Тэдд Уосс       | Майк Диффенбах                 | 16 декабря 2003  |
| Уилл назначает Клаву ответственной за рождественские подарки для Дани и коллег в офисе. Когда свёртки путаются и подарки вручаются не тем людям, на двадцать втором этаже начинается настоящий переполох. |            |                                                                         |                 |                                |                  |
| 35 | 13         | «Подумайте об этом! / What About That!»                                 | Тэдд Уосс       | Чак Тасэм                      | 6 января 2004    |
| После стычки с папарацци, Уилла заставляют снять воспитательный ролик, сценарий которого поручено написать Клаве и Лидии. Между тем, Оуэн и Карл наслаждаются мужской VIP-комнатой с потрясающий обслуживанием, но на пути к блаженству возникает препятствие в лице Киппа. |            |                                                                         |                 |                                |                  |
| 36 | 14         | «Два лагеря / Two Camps»                                                | Тэдд Уосс       | Джастин Адлер                  | 27 января 2004   |
| Кипп втягивает Клаву в соревнование, чтобы узнать, кто лучший босс — Уилл или Джеб. Установленный регулятор погоды в офисе Рамоны и Оуэна становится камнем преткновения для лучших друзей. |            |                                                                         |                 |                                |                  |
| 37 | 15         | «Любовь воняет… иногда / Love Stinks… Sometimes»                        | Тэдд Уосс       | Дэн Тобин                      | 10 февраля 2004  |
| Клава приглашает на свидание нового продюсера Митча и решает не есть весь день, чтобы влезть в вечернее платье. К сожалению, Клава не рассчитала влияние алкоголя и срывает свидание. Между Уиллом и Карлом начинается борьба за лучших игроков в «воображаемом баскетболе», который приносит вполне реальные деньги. |            |                                                                         |                 |                                |                  |
| 38 | 16         | «Влюблённость / The Crush»                                              | Тэдд Уосс       | Роб ЛяЗебник                   | 17 февраля 2004  |
| Лидия готовится к знакомству с сыном Джеба, Джорджем, который сразу же влюбляется в Клаву. Между тем, Оуэн и Карл находят идеальное место для посадки семян помидоров, которые достались Рамоне от её почившей бабушки. |            |                                                                         |                 |                                |                  |
| 39 | 17         | «Квартира Клавы / Claude's Apartment»                                   | Тэдд Уосс       | Майк Диффенбах                 | 24 февраля 2004  |
| Мама Киппа появляется в офисе и успевает показать Клаве, какая она плохая мать. Оуэна помогает Рамоне попасть на концерт, а Клава готовится к романтическому вечеру с Митчем в своей квартире — правда, по словам друзей, квартире нужна небольшая переделка. |            |                                                                         |                 |                                |                  |
| 40 | 18         | «22 минус один — четыре? / 22 Minus 1 Equals 4»                         | Скипп Коллектор | Чак Тасэм                      | 2 марта 2004     |
| Чтобы облегчить жизнь Клаве, Митч отсылает Лидию прочь с 22 этажа, но радость сменяется беспокойством, когда выясняется, что теперь Лидия работает с Рамоной и Оуэном. Между тем, кафетерий временно превращается в центр сдачи крови, а Карл начинает ухлёстывать за симпатичной медсестрой. |            |                                                                         |                 |                                |                  |
| 41 | 19         | «Катание на Карле / Riding In Cars With Falafel»                        | Джонатан Уайз   | Джей. Джей. Волл               | 9 марта 2004     |
| Клава разбивает машину Карла, но не может рассказать все подробности о цели своей поездки. Между тем, Кипп ставит под угрозу секрет Лидии. |            |                                                                         |                 |                                |                  |
| 42 | 20         | «Правила отношений в офисе / Dating Protocol At GNB»                    | Тэдд Уосс       | Синтия Гринбург и Дэвид Мэтрик | 16 марта 2004    |
| Мистер Шмидтлайн начинает курсы уважительных взаимоотношений на рабочем месте, и Клава боится, что это может повлиять на её роман с Митчем. В итоге, она устраивает двойное свидание для себя, Митча, Рамоны и Шмидтлайна. Между тем, по просьбе Джеба, Карла должен записать признание Лидии в том, что Джеб не подталкивал её к роману с собой. Кипп обзывает Оуэна четырёхглазым, и Оуэн не намерен это терпеть. |            |                                                                         |                 |                                |                  |
| 43 | 21         | «Холодные ночи / Arctic Nights»                                         | Тэдд Уосс       | Роберт Брюс                    | 27 апреля 2004   |
| Когда Клава становится новым редактором внутренней новостной рассылки, она назначает Киппа ответственным за колонку сплетен. Кто же мог подумать, что его выдумка относительно сомнительной видео-записи из прошлого одного из работников компании окажется правдой? Прочитав эту сплетню, Уилл просит Клаву уничтожить плёнки, но девушка не может сдержаться и вместе с Рамоной просматривает их содержимое. Между тем, перед Оуэном, как кулинарным обозревателем, появляется дилемма - рассказать, как превосходны сандвичи продавца Эдди Смиркоффа, и постараться не обидеть Карла? |            |                                                                         |                 |                                |                  |
| 44 | 22         | «Клава и Роксанна / Claude's Roxanne»                                   | Тэдд Уосс       | Рон Лакс                       | 4 мая 2004       |
| Уилл нанимает подругу Клавы, Роксанну, в качестве своего второго ассистента, хотя девушка абсолютно непрофессиональна. |            |                                                                         |                 |                                |                  |
| 45 | 23         | «Шляпа сводника / The Pimp Hat»                                         | Тэдд Уосс       | Синтия Гринбёрг                | 11 мая 2004      |
| Кипп пытается разрушить вечер друзей приняв участие в игре, по которой каждый вытаскивает имя из шляпы и находит пару для этого человека. Клава расстроена отъездом Митча в Будапешт. Лидия расстроена, что у неё с Джебом нет забавной истории о первом свидании. |            |                                                                         |                 |                                |                  |
| 46 | 24         | «Клаудия делает предложение / Claude On One Knee»                       | Тэдд Уосс       | Кристин Зандер                 | 18 мая 2004      |
| Клава невероятно счастлива от мысли, что, выйдя замуж за Джеба, Лидия наконец уйдёт из офиса. Однако сложный характер и упрямство Лидии и Джеба, ставит под удар их совместное будущее. К счастью, Клава как всегда вовремя приходит на помощь. Джеб назначает Киппа в качестве организатора вечеринке, гостей для которых он и должен найти. |            |                                                                         |                 |                                |                  |

### Сезон 3 (2004—2005)
| № общий | № в сезоне | Название                                                            | Режиссёр       | Автор сценария                       | Дата премьеры    |
| --- | ---------- | ------------------------------------------------------------------- | -------------- | ------------------------------------ | ---------------- |
| 47 | 1          | «Увольнение / Supply Man Down»                                      | Тэд Уосс       | Майк Диффенбах                       | 24 сентября 2004 |
| Чтобы улучшить имидж Уилла, Клава предлагает прекратить использовать бумагу в офисе, чтобы спасти деревья. Однако она не подумала о том, что Оуэн может лишиться работы, если потребность в канцелярских принадлежностях отпадёт. Тогда Клава отправляет Оуэна на переобучение, но делает только хуже. Между тем, Джеб в восторге от высказываний Рамоны, что вызывает ревность Лидии. |            |                                                                     |                |                                      |                  |
| 48 | 2          | «Клава хочет знать / Claude Wants To Know»                          | Тэд Уосс       | Джастин Эдлер                        | 1 октября 2004   |
| Встретив в магазине парня, который не стал продолжать с ней отношения после первого свидания, Клава решает выяснить, что именно оттолкнуло юношу. Уилл вставляет в ухо серёжку, вызывая критику коллег и СМИ. Джеб проводит много времени с Оуэном и Карлом, что приводит в бешенство Киппа.                                                                                           |            |                                                                     |                |                                      |                  |
| 49 | 3          | «Какая жалость, да, Клава? / Ain't It A Shame, Claude?»             | Тэд Уосс       | Скип Коллектор                       | 15 октября 2004  |
| Лидия и Джеб сбегают ото всех, чтобы сделать несколько пластических операций, а Клава пытается устроить Рамоне свидание с новым сотрудником, не подозревая, что он увлечён именно ею, а не Рамоной. |            |                                                                     |                |                                      |                  |
| 50 | 4          | «Игнор для Лидии / Ignoring, Lydia»                                 | Тэд Уосс       | Синтия Гринбёрг                      | 22 октября 2004  |
| Джеб начинает платить Клаве за то, чтобы она дружила с Лидией, а у Карла и Оуэна появляется новое хобби — общение по рации. |            |                                                                     |                |                                      |                  |
| 51 | 5          | «Догадайтесь, кто откинулся / Knock, Knock Who's Dead?»             | Тэд Уосс       | Роб ЛяЗебник                         | 29 октября 2004  |
| Мистер Генри, один из сотрудников офиса, умирает на рабочем месте, и Рамона решает занять его кабинет, а Клава пытается вернуть личные вещи покойного его родственникам. |            |                                                                     |                |                                      |                  |
| 52 | 6          | «Из кресла на кушетку / From The Chair To The Couch»                | Тэд Уосс       | Ф. Джей Пратт и Дэн Коэн             | 5 ноября 2004    |
| Сотрудникам офиса приходится несладко, когда Уилл оговаривается в прямом эфире, но отказывается это признавать, перекладывая вину за случившееся на неудобное кресло. А Клава имеет неосторожность назвать начальника «дивой». Оскорблённый Уилл направляет Клаву на сеанс со своим личным психотерапевтом. Кипп боится мести девушки, с которой он только что расстался.              |            |                                                                     |                |                                      |                  |
| 53 | 7          | «Квалификация / Shoo-In»                                            | Тэд Уосс       | Терри Мински                         | 12 ноября 2004   |
| Узнав о планах Лидии после замужества, Джеб приказывает Киппу убедить Лидию изменить их. Между тем, Клава начинает участие в офисной программе, но переоценивает свои возможности. |            |                                                                     |                |                                      |                  |
| 54 | 8          | «Мы такие плохие / We're Bad People»                                | Тэд Уосс       | Чак Тэйтам                           | 19 ноября 2004   |
| Присматривая за Киппом после перенесённой им лазерной операции на глазах, Клава начинает подозревать, что он взял деньги из бюджета компании. Лидия пытается выяснить, какой же секрет прячет от неё Джебб. |            |                                                                     |                |                                      |                  |
| 55 | 9          | «Мамы со всем разберутся / Moms The Word»                           | Тэд Уосс       | Кристин Зандер                       | 26 ноября 2004   |
| Мамы Оуэна приезжаю отпраздновать День Благодарения вместе с сыном и вносят сумятицу в жизнь офиса — Джуди даёт советы Уиллу относительно женщин, а Джудит пытается втянуть в азартные игры и пристрастит к выпивке всех друзей Оуэна. Лидия боится, что Джеб порвёт с ней после того, как она случайно убила его бабушку на семейном ужине.                                           |            |                                                                     |                |                                      |                  |
| 56 | 10         | «Романтический выходной Клавы / Claude's Romantic Hideaway»         | Тэд Уосс       | Джей Джей Уолл                       | 3 декабря 2004   |
| Узнав о грядущем свидании Карл и Вивиан, Клаудия берётся устроить для друга идеальный романтический вечер, но когда Вив узнаёт об этом, страсти накаляются. Конкурс знатоков приводит Оуэна и Рамоны к ожесточённой схватке, а Джеб случайно узнаёт, что у Лидии и Уилла был роман. |            |                                                                     |                |                                      |                  |
| 57 | 11         | «Рождественская история Клаудии / Claude's 15 Minutes Of Christmas» | Тэд Уосс       | Джастин Эдлер                        | 17 декабря 2004  |
| Клаудию назначают ответственной за проведение Рождественской съёмки в компании. Однако жёсткие правила по отбору частников вынуждают Киппа, Карла и Рамону искать иные способы, чтобы засветиться на праздничном видео-поздравлении. |            |                                                                     |                |                                      |                  |
| 58 | 12         | «Я в команде / Emotions Eleven»                                     | Тэд Уосс       | Эрл Дэвис                            | 7 января 2005    |
| На выездном тренинге команда из офиса «GNB» пытается научиться сплочённой работе под руководством бывшего сотрудника и бывшего возлюбленного Рамоны — мистера Шмидтлайна. |            |                                                                     |                |                                      |                  |
| 59 | 13         | «Оставьте свет включённым / You Can Leave The Lights On»            | Тэд Уосс       | Синтия Гринбёрг                      | 14 января 2005   |
| Бывший парень Клаудии, Чарли из транспортного отдела возвращается к работе в офисе, а компания начинает проводить экскурсии, проходящие мимо кабинета Рамоны и Оуэна. |            |                                                                     |                |                                      |                  |
| 60 | 14         | «Она мне просто не нравится / I Just Don't Like Her»                | Джонатан Уайз  | Роб ЛяЗебник                         | 21 января 2005   |
| После того, как отношения Карла и Вивиан прекращаются из-за разногласий, Клава решает во что бы то ни стало помирит их, не ожидая признания Вив в том, что Клава ей не нравится, так как боится, что она может соблазнить Карла. |            |                                                                     |                |                                      |                  |
| 61 | 15         | «Дом развлечений / Playhouse»                                       | Тэд Уосс       | Джей Джей Уолл                       | 28 января 2005   |
| Когда бывший домовладелец выселяет Чарли и других жителей, Клаудия приглашает возлюбленного пожить с ней. Но когда молодой человек начинает чувствовать себя в гостях слишком комфортно, Клава понимает, что её предложение было большой ошибкой. |            |                                                                     |                |                                      |                  |
| 62 | 16         | «Разрушения / Distractions»                                         | Скип Коллектор | Майк Диффенбах                       | 4 февраля 2005   |
| Клаудия не знает, как себя вести, когда Чарли и Кипп становятся друзьями. Между тем, Карл демонстрирует нововведения кафетерия. |            |                                                                     |                |                                      |                  |
| 63 | 17         | «Побег / Get Away»                                                  | Тэд Уосс       | Сьюзи В. Фримн и Сара Джей Каннингем | 11 февраля 2005  |
| Уилл приглашает Чарли и Клаву провести выходные в его загородном доме, не подозревая, что туда явятся Джеб и Лидия. Тем временем, Рамона «западает» на системного администратора, а Кипп пробирается в кабинет Уилла, чтобы воспользоваться недавно доставленным туда турбо-массажёром.                                                                                                |            |                                                                     |                |                                      |                  |
| 64 | 18         | «Предсвадебная лихорадка / Pre-Wedded Bliss»                        | Тэд Уосс       | Эмили Катлер                         | 4 марта 2005     |
| Клаудия решает помочь Лидии и Джебу готовиться к свадьбе, но в ходе подготовки затрагивает больные темы будущих супругов. Между тем, Оуэн вступает в переписку с одной из поклонниц Уилла. |            |                                                                     |                |                                      |                  |
| 65 | 19         | «Квартирный вопрос Клавы / Claude's Extreme Makeover»               | Тэд Уосс       | Эрл Дэвис                            | 25 марта 2005    |
| Клава выигрывает возможность бесплатного ремонта на телевизионном развлекательном шоу, и на время ремонта переселяется жить в офис, где, как выясняется, царит бурная ночная жизнь. |            |                                                                     |                |                                      |                  |
| 66 | 20         | «Всегда Ваш / Amicably Yours»                                       | Тэд Уосс       | Дэвид Метрик                         | 1 апреля 2005    |
| Чтобы заставить друг друга ревновать, Лидия делает вид, что заинтересована Киппом, а Джеб — Клавой. Карл отправляется на осмотр к врачу. |            |                                                                     |                |                                      |                  |
| 67 | 21         | «Кейси против Кронски / Casey vs. Kronsky»                          | Тэд Уосс       | Ф. Джей Пратт и Дэн Коэн             | 8 апреля 2005    |
| Кипп и Клава заканчивают курс повышения квалификации, и для этого они должны улучшить эффективность назначенных для них отделов. |            |                                                                     |                |                                      |                  |
| 68 | 22         | «Клава-знаток / Claude The Expert»                                  | Тэд Уосс       | Джастин Эдлер                        | 15 апреля 2005   |
| Друзья готовят вечеринку по случаю Дня Рождения Карла. Клава убеждает Чарли отправиться на прослушивание, которое заканчивается неожиданным предложением и расставанием. Джеб переступает через свою гордость и отправляется спасать Лидию от Оуэна. |            |                                                                     |                |                                      |                  |

### Сезон 4 (2006—2009)
| № общий | № в сезоне | Название                                                                     | Режиссёр        | Автор сценария           | Дата премьеры  |
| --- | ---------- | ---------------------------------------------------------------------------- | --------------- | ------------------------ | -------------- |
| 69 | 1          | «Дьявол носит Бёрберри, часть 1 / The Devil Wears Burberry, Part I»          | Тэдд Уосс       | Кристин Зандер           | 18 апреля 2006 |
| Клаудиа возвращается из отпуска и обнаруживает, что Уилла Батлера уволили. Лидия нанимает её в качестве своего помощника, но вскоре Клаудия увольняется. |            |                                                                              |                 |                          |                |
| 70 | 2          | «Дьявол носит Бёрберри, часть 2 / The Devil Wears Burberry, Part II»         | Тэдд Уосс       | Роб ЛяЗебник             | 25 апреля 2006 |
| Клаудиа нанимается к Лидии в качестве секретаря, но сразу предупреждает, что работать будет без особого энтузиазма. Тем временем, Карл пишет на стаканчиках крылатые выражения, которые помогают Киппу.                                                                |            |                                                                              |                 |                          |                |
| 71 | 3          | «Растущее давление по-бруклински / A Crush Grows In Brooklyn»                | Тэдд Уосс       | Клаудия Ланоу            | 2 мая 2006     |
| Карл и Клаудия проводят ночь вместе, но не торопятся с дальнейшими решениями — оба боятся, что секс может разрушить их крепкую дружбу. |            |                                                                              |                 |                          |                |
| 72 | 4          | «Зачем Вы обижаете Клаву? / Why Are You Hurting Claude?»                     | Тэдд Уосс       | Дэн Коэн и Ф. Джей Пратт | 30 мая 2006    |
| Клара рассказывает о своей интрижке с Карлом Рамоне. Оуэн тоже узнаёт об этом, только несколько иначе. |            |                                                                              |                 |                          |                |
| 73 | 5          | «Защищайся ногами / Flirting With De-Feet»                                   | Тэдд Уосс       | Стив Холланд             | 6 июня 2006    |
| Клава переживает, что Карл не ревнует её к мастеру по ремонту копировальной машины, в то время как Лидию беспокоит, что мужчина перестал с ней флиртовать. Между тем, узнав о работе Киппа в качестве модели ног, Рамона решает подзаработать своими красивыми ногами. |            |                                                                              |                 |                          |                |
| 74 | 6          | «Специалист по совам / The Owl Specialist»                                   | Тэдд Уосс       | Майк Диффенбах           | 18 июня 2009   |
| Никто не хочет быть контактом Оуэна на экстренный случай, и мужчина решает это исправить. Между тем, Клава пытается справиться с совами, поселившимися в её квартире, и собакой, которую Лидия и Джеб оставили девушке на время.                                       |            |                                                                              |                 |                          |                |
| 75 | 7          | «Клава на ковровой дорожке / Red Carpet Claude»                              | Тэдд Уосс       | Джей Джей Уолл           | 19 июня 2009   |
| Клава решает заняться публичным имиджем Джеба, но в итоге формирует свой собственный образ. |            |                                                                              |                 |                          |                |
| 76 | 8          | «Как найти любовь? Советы от Кипа Стэдмэна / Kip Steadman's Guide To Dating» | Шелдон Эппс     | Роб ЛяЗебник             | 19 июня 2009   |
| Когда Кипп теряет свой трастовый фонд, Карл приглашает его пожить к себе. Тогда Кипп начинает давать Карлу романтические советы относительно Клавы, давая понять, что знает о девушке гораздо больше, чем всем казалось.                                               |            |                                                                              |                 |                          |                |
| 77 | 9          | «Изобретая колесо / Reinventing The Wheel»                                   | Тревор Киршнер  | Эрл Дэвис                | 20 июня 2009   |
| Оуэн помогает Клаве справляться с перепадами настроения у Лидии, а Карл подозревает, что является родственником Рамоны. Кипп узнаёт, что Джеб издевается над ним, потому что молодой человек для него — «лёгкая мишень».                                               |            |                                                                              |                 |                          |                |
| 78 | 10         | «И премия присуждается… / And The Award Goes To»                             | Джил Джангер    | Майк Диффенбах           | 20 июня 2009   |
| Когда Лидии начинает казаться, что её не ценят, Клаудия и Джеб решают вручить её фальшивую награду, а отношения Клавы и Карла становятся натянутыми. |            |                                                                              |                 |                          |                |
| 79 | 11         | «Я всё слышал / I Hear An Ear»                                               | Шелдон Эппс     | Лью Шнайдер              | 23 июня 2009   |
| Кипп решает начать серьёзно относиться к своей работе, что приводит к снижению эффективности офиса. В итоге, Лидия назначает Клаву ассистентом Джеба, а Киппа — его посыльным.                                                                                         |            |                                                                              |                 |                          |                |
| 80 | 12         | «Изгнанные и голодные / Banished & Famished»                                 | Скипп Коллектор | Стив Холланд             | 23 июня 2009   |
| Рамона и Оуэн вынуждены питаться на собственном этаже, когда по решению Лидии им перекрывают доступ к бару на двадцать втором этаже. |            |                                                                              |                 |                          |                |
| 81 | 13         | «Секс, ложь и офисные принадлежности / Sex, Lies & Office Supplies»          | Джонатан Уайз   | Эрл Дэвис                | 24 июня 2009   |
| Клава узнаёт, что Лидия собирается изменить Джебу. Между тем, Оуэн решает соблазнить Лидию, а Джеб теряет голос. |            |                                                                              |                 |                          |                |